# Дети Хуанг Ши
«Дети Хуанг Ши» (англ. The Children of Huang Shi) — историческая военная драма 2008 года режиссёра Роджера Споттисвуда. Сюжет фильма основан на биографии Джорджа Хогга, который спас около 60 китайских детей-сирот во время японо-китайской войны.

## Сюжет
В 1938 году, вскоре после начала японо-китайской войны, Джордж Хогг, молодой британский журналист из Хертфордшира, вместе с коллегой Барнсом проникает в закрытый для прессы Нанкин, выдав себя за сотрудника Красного Креста. Он снимает кадры на улице, а позже становится свидетелем массового расстрела и сожжения трупов, успевая запечатлеть это на пленку. По неаккуратности он выдает себя японским солдатам. От смерти его спасают участники китайского сопротивления во главе с Чэнь Ханьшэном. Ночью Хогг становится свидетелем того, как теперь Барнс оказывается не в том месте и не в то время, и японские солдаты убивают его на месте. Так как Хогг ранен, не знает китайского, и ему не выбраться отсюда в Шанхай, Чэнь предлагает ему отправиться в местность Хуанг Ши, восстановиться и собрать материал.
Оказывается, Хуанг Ши это сиротский приют с одной старухой-кухаркой и парнем Лиу Ши-Кай в качестве старшего над разновозрастными детьми. Все остальные взрослые покинули приют, дети предоставлены сами себе и только Ли Пирсон из Красного Креста раз в несколько месяцев навещает их. Хогг недоволен перспективой несколько месяцев нянчиться с детьми, но и не может уйти, понемногу втягиваясь в ремонт и уборку, что иногда пугает детей, иногда настораживает, а иногда вызывает протест. Хогг чинит освещение, строит баскетбольные ворота, засаживает поле зернами, взятыми в городе у госпожи Ван, заводит коз. Ли Пирсон периодически навещает и лечит детей при необходимости, между ней и Хоггом возникают чувства. Позже в Хуанг Ши приходит Чэнь, и Хогг прячет его как и от японских войск, так и от солдат-националистов. Для Хогга и детей небезопасно оставаться здесь, он решает увести их в Санган (нынешний Гонконг) с помощью Ли Пирсон и Чэня, проходя мимо патрулей и натыкаясь на японских солдат по всему пути. В их путешествии Ши-Кай, преисполненный ненависти к японцам, несколько раз навлекает на них проблемы, в конце концов погибая из-за упавшей на него повозки во время прохождения патруля, где он хотел застрелить солдат. Через три месяца они добираются до Ланьчжоу, а вскоре и в Санган. Приходит зима. На новом месте дети так же возделывают новый сад, строят баскетбольные ворота и запускают генератор. Хоггу становится хуже: вероятно, он заболел во время их переезда. Единственное лекарство можно добыть на расстоянии в двести миль, и они не успевают. Хогг умирает на руках у Ли Пирсон. Дети хоронят его во дворе их нового дома.
В фильме показаны печально знаменитая Нанкинская резня и Санко Сакусэн.

## В ролях
- Джонатан Рис Майерс — Джордж Хогг
- Рада Митчелл — Ли Пирсон
- Чоу Юньфат — Чэнь Ханьшэн
- Мишель Йео — Миссис Ван
- Гуан Ли — Лиу Ши-Кай
- Линь Цзи — всадник на коне
- Мэтт Уолкер — Энди Фишер
- Дэвид Уэнем — Барнс

## Критика
Фильм получил смешанные отзывы критиков. По данным сайта Rotten Tomatoes, 22 из 71 рецензии были положительными. Metacritic поставил фильма оценку в 49 баллов из ста возможных. The New York Times в целом положительно оценил фильм, отметив хорошую игру актёров и «реалистичное изображение разорённого войной Китая».
Фильм критиковался за то, что в нём не нашлось места для новозеландского коммуниста Реви Аллея.

## Сборы
Общие сборы фильма по всему миру составили около 7,4 миллиона долларов, в том числе 1,6 миллиона в Китае и Испании, а также 1 миллион долларов в США и Австралии.